# Список рыб и круглоротых, занесённых в Красную книгу Тюменской области
В списке указаны все рыбы и круглоротые, включённые в Красную книгу Тюменской области издания 2004 года. Колонки таблицы КкТО, КкРФ, КкСCCP и МСОП означают, соответственно, статус указанного вида в Красной книге Тюменской области, Красной книге России, Красной книге СССР и в Красном списке МСОП. В случае, если в той или иной Красной книге какой-либо из описываемых видов отсутствует, то есть не отнесён ни к одной из указанных категорий, то соответствующая ячейка списка оставлена незаполненной. Все виды поделены на 6 категорий в Красной книге Тюменской области, на 6 категорий в Красной книге России и Красной книге СССР и на 9 в списке МСОП. Категории имеют следующие обозначения:
| Красная книга Тюменской области: 0 — вероятно исчезнувшие виды I — находящиеся под угрозой исчезновения II — с сокращающейся численностью III — редкие или узколокальные IV — виды с неопределенным статусом (редкие малоизученные) V — восстанавливаемые или восстанавливающиеся | Красная книга России и Красная книга СССР: 0 — вероятно исчезнувшие 1 — находящиеся под угрозой исчезновения 2 — сокращающиеся в численности 3 — редкие 4 — неопределенные по статусу 5 — восстанавливаемые и восстанавливающиеся | Красный список МСОП: EX — Исчезнувшие EW — Исчезнувшие в дикой природе CR — Находящиеся в критическом состоянии EN — Находящиеся в опасном состоянии VU — Уязвимые NT — Находящиеся в состоянии близком к угрожаемому LC — Вызывающие наименьшие опасения DD — Недостаток данных NE — Неоценённые |

Всего в список рыб и круглоротых Красной книги Тюменской области включено 10 видов, из них 6 видов помещены на основные страницы, а 4 вида указаны в приложении, в списке редких и уязвимых видов. При этом на основных страницах указано 4 представителя отряда лососеобразных и по 1 представителю отделов осетрообразных и скорпенообразных. К категории исчезающих видов (I) не относится ни один вид.
По принятому постановлению Администрации Тюменской области от 09.03.2005 № 33-ПК «О порядке ведения Красной книги Тюменской области», Красная книга должна переиздаваться с актуализированными данными не реже, чем каждые 15 лет.
В нижеприведённых списках порядок расположения таксонов соответствует таковому в Красной книге Тюменской области.
В конце последней колонки приведена ссылка на персональную страницу таксона на сайте МСОП

## Основной список
| № | Латинское название                        | Русское название и описание | Изображение | КкТО | КкРФ | КкСCCP | МСОП |
| - | ----------------------------------------- | --- | ----------- | ---- | ---- | ------ | ---- |
| 1 | Acipenser baerii Brandt, 1869             | Сибирский осётр — вид осетровых отряда осетрообразных. Встречается в сибирских реках от Оби до Колымы. В Тюменской области распространён в Обской и Тазовской губах, реках Обь, Иртыш и Надым. Из-за строительства Новосибирской ГЭС воспроизводство сильно сократилось, также на численность вида вляют браконьерство и загрязнение мест нереста.                                                                                      |             | II   | 2    |        | EN   |
| 2 | Salvelinus alpinus Linnaeus, 1758         | Арктический голец — вид лососёвых отряда лососеобразных. Проходная, озёрно-речная и озёрная рыба длиной 30—80 см, обычно 40—60 см, и массой 1,5—2, до 15 кг. Циркумполярный вид. В Тюменской области — проходной вид, нерестится в низовьях рек Ямала и Гыданского полуострова. На численность оказывают влияние — перелов, браконьерство, загрязнение мест нереста и сокращение кормовой базы.                                         |             | II   | 2    |        | LC   |
| 3 | Hucho taimen (Pallas, 1773)               | Обыкновенный таймень — вид лососёвых отряда лососеобразных. Самый крупный представитель семейства, достигает длины 1,5—2 м при весе 60—80 кг. речной вид встречающийся в Амуре и сибирских реках от Оби до Индигирки (кроме Колымы). В Тюменской области отмечается в верховьях уральских притоков Нижней Оби; единично встречается в Иртыше и Тоболе. На численность вида влияют рыболовство и браконьерство.                          |             | III  | 1    |        |      |
| 4 | Stenodus leucichthys nelma (Pallas, 1773) | Нельма — подвид белорыбицы — вида лососёвых отряда лососеобразных. Крупная рыба средней длиной 60—80 см и массой 3,5—8 кг. Распространена в реках Северного Ледовитого океана от Белого моря до Маккензи. В Тюменской области встречается в Обской и Гыданской губах, бассейне Оби, Иртыша, Тобола, Туры, Тавды и Исети. Численность вида в результате перелова, нарушения мест нереста и постройки Новосибирской ГЭС резко соратилась. |             | II   | 1    |        |      |
| 5 | Thymallus arcticus (Pallas, 1776)         | Сибирский хариус — вид лососёвых отряда лососеобразных. Рыба с длиной тела до 45 см, весом до 1,5 кг. Распространён в реках и озёрах бассейна Северного Ледовитого океана от Кары до Чукотки и Северной Америки. На территории Тюменской области встречается в бассейнах рек Кара, Оби и Таз. Численность вида невелика и сокращяется, основными лимитирующими факторами являются рыболовство и загрязнение мест обитания.              |             | III  |      |        | LC   |
| 6 | Cottus gobio (Linnaeus, 1758)             | Обыкновенный подкаменщик — вид керчаковых отряда скорпенообразных. Небольшая рыба с длиной тела до 12 см. Распространён в пресноводных водоёмах европейской части России. В Тюменской области встречается в реке Кара. В силу естественных причин численность вида невысокая в всём ареале. |             | II   | 2    |        | LC   |

## Список редких и уязвимых видов, нуждающихся на территории Тюменской области в постоянном контроле и дополнительном изучении
| № | Латинское название                        | Русское название и описание | Изображение | КкТО | КкРФ | КкСCCP | МСОП |
| - | ----------------------------------------- | --- | ----------- | ---- | ---- | ------ | ---- |
| 1 | Cottus sibiricus (Kessler, 1899)          | Сибирский подкаменщик — вид керчаковых отряда скорпенообразных. Небольшая рыбка длиной около 12 см, реже до 15 см. Встречается в бассейне рек Северного Ледовитого океана от Оби до Яны.                         |             | IV   |      |        |      |
| 2 | Proterorhinus marmoratus (Linnaeus, 1758) | Бычок-цуцик — вид бычковых отряда окунеобразных. Небольшая рыбка длиной 7,5—11,5 см. Распространён у побережья Мраморного, Эгейского, Чёрного, Азовского, Каспийского и Аральского морей, бассейны Волги и Кумы. |             | IV   |      |        |      |
| 3 | Lethenteron japonicum (Martens, 1868)     | Тихоокеанская минога — вид миноговых отряда миногообразных. Проходной голарктический вид из бассейнов Северного Ледовитого и северной части Тихого океана.                                                       |             | IV   |      |        |      |
| 4 | Lethenteron kessleri (Anikin, 1905)       | Сибирская минога — вид миноговых отряда миногообразных. Встречается в реках Сибири от Печоры до Чукотки и Дальнего Востока.                                                                                      |             | IV   |      |        |      |